# 라차호

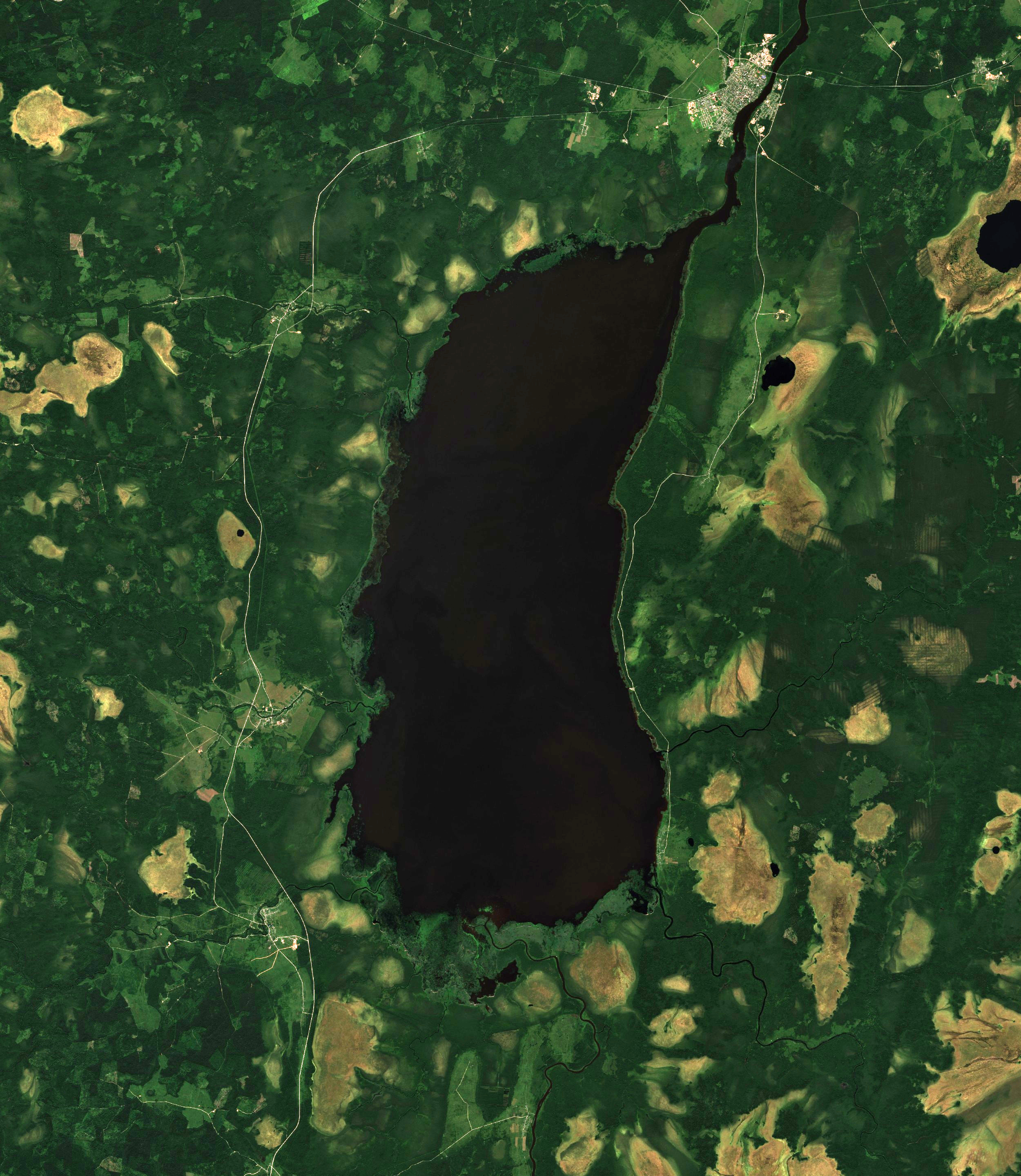

라차호(러시아어: Лача)는 북서러시아의 아르한겔스크주에 있는 호수이다. 이 호수의 가장 오래된 도시는 카르고폴시이다. 이 호수는 "우유 호수"를 의미하는 단어에서 유래되었다.